# بخش واشینگتن (شهرستان یونیون، اوهایو)
بخش واشینگتن (به انگلیسی: Washington Township) یک منطقهٔ مسکونی در ایالات متحده آمریکا است که در شهرستان یونیون، اوهایو واقع شده‌است.
 بخش واشینگتن ۷۲٫۱ کیلومتر مربع مساحت و ۸۲۴ نفر جمعیت دارد و ۳۱۱ متر بالاتر از سطح دریا واقع شده‌است.